# Henry Marsh (Leichtathlet)
Henry Marsh (Henry Dinwoody Marsh; * 15. März 1954 in Boston) ist ein ehemaliger US-amerikanischer Hindernisläufer.
1976 wurde er Zehnter bei den Olympischen Spielen in Montreal, und 1979 gewann er Gold bei den Panamerikanischen Spielen in San Juan.
Bei den Weltmeisterschaften 1983 in Helsinki wurde er Achter und bei den Olympischen Spielen 1984 in Los Angeles Vierter.
1987 folgte einer Silbermedaille bei den Panamerikanischen Spielen in Indianapolis ein sechster Platz bei den Weltmeisterschaften in Rom. Ebenfalls Sechster wurde er im Jahr darauf bei den Olympischen Spielen in Seoul.
Insgesamt wurde er neunmal US-Meister (1978, 1979, 1981–1987).
Henry Marsh ist ein Absolvent der Brigham Young University.

## Persönliche Bestzeiten
- 1 Meile: 3:59,31 min, 16. August 1985, Bern
- 3000 m Hindernis: 8:09,17 min, 28. August 1985, Koblenz (ehemaliger US-Rekord)